# Ward Cunningham
Howard G. „Ward” Cunningham (ur. 26 maja 1949) – amerykański programista, autor pierwszego oprogramowania wiki. Pionier wzorców projektowych oraz programowania ekstremalnego. W 1994 rozpoczął tworzenie WikiWikiWeb i 25 marca 1995 zainstalował je i uruchomił jako dodatek do repozytorium Portland Pattern Repository. Jest współautorem wydanej w 2001 roku książki o wiki, The Wiki Way.
Jest krótkofalowcem z licencją Extra Class amerykańskiej Federalnej Komisji Łączności. Posiada znak K9OX.